# Chimarra falcata
Chimarra falcata là một loài Trichoptera trong họ Philopotamidae. Chúng phân bố ở miền Australasia.